# Three Little Birds
Three Little Birds är en reggaesång av Bob Marley & The Wailers från albumet Exodus 1977. Sången har blivit en av Bob Marleys mest kända, och finns med på samlingsalbumet Legend från 1984. "De tre små fåglarna" som sången handlar om refererar till The Wailers kör I-Threes, som bestod av Marcia Griffiths, Judy Mowatt och Bob Marleys fru Rita Marley

## Covers
- Robbie Williams sjunger sången på en konsert, som är släppt på DVD.
- Gilberto Gil spelade in sången och släppte den som en singel.
- Jason Mraz framförde denna sång tillsammans med I'm Yours under en konsert.
- Tracy Chapman framförde den på One Love An All Star Tribute To Bob Marley December 1999 i Oracabessa Bay, Jamaica. Återfinns på bonus-CDn till Telling Stories och på DVDn från tillfället.

### Filmframträdanden
- Ziggy Marley och Sean Paul spelade in en cover till filmen Hajar som hajar.
- Krabban Sebastian sjunger sången i Den lilla sjöjungfrun.
- Will Smith sjunger och lyssnar på sången i filmen I Am Legend.